# موسيقى ملموسة

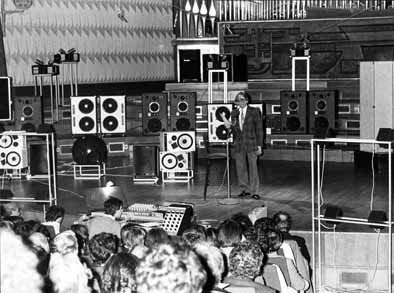

الموسيقى الملموسة أو ما يسمى بالفرنسية موسيقى الكونكريت. وهي شكل من أشكال موسيقى الإليكتروكوستيك ، ويعتمد هذا النوع من الموسيقى على هويات الصوت التي غالبا ما تكون محجوبة عمدا أو تبدو غير مرتبطة سبب مصدرها. حيث يمكن تميز الأصوات المستمدة من التسجيلات في الآلات الموسيقية والصوت البشري، والبيئة المحيطة، فضلا عن تلك التي تم إنشاؤها باستخدام المزج بين معالجة الإشارات الرقمية القائمة على الكمبيوتر . كان بيار شايفر أول من بدأ في أوائل الأربعينيات بهذا النوع من الموسيقى بشكل جعله يتبناها في موسيقاه .

## التاريخ
في عام 1948 أنشأ بيير شافير Pierre Schaffer محترفاً (ستوديو) للموسيقى التجريبية، أُطلق عليه الموسيقى المحدَّدة أو الملموسة musique concrète التي يجري التعامل معها وتأليفها في المحترفات، وتُستخدم اليوم بشكل كبير في موسيقى الأفلام.